# Ламбль, Ян Баптиста
Ян Баптиста Ламбль (чеш. Jan Baptista Lambl; 9 августа 1826, Пльзенский край — 7 ноября 1909, Прага) — чешский учёный-агроном. Брат Карела и Душана Ламблей.

## Биография
Учился у Яна Сватоплука Пресла и был первым студентом Пражского университета, который прослушал его курс на чешском языке.
В 1851—1855 гг. преподавал физику и химию в военно-технической школе в Белграде, в 1855—1862 гг. профессор химии и естествознания в школе агрономов в Дечине. В 1866—1897 гг. сперва доцент, затем профессор сельского хозяйства в Пражской политехнической школе, в 1891—1892 гг. её ректор, в 1908 г. удостоен звания почётного доктора. Помимо этого также был инспектором чешских земледельческих училищ. В 1870 г. основал в Праге Помологический институт. Вместе с братом Карелом работал над созданием энциклопедии «Земледелец нового времени» (чеш. Rolník nového věku), в 45 выпусках которой нашли отражение разные аспекты сельского хозяйства; с 1880 г. редактировал книжную серию «Библиотека земледелия» (чеш. Bibliotéka polního hospodářství), открыв её собственной книгой «Земельная рента как задача всякого сельского хозяйства и животноводства» (нем. Die Grundrente als Zweck aller Landwirtschaft und Viehzucht). В 1892—1906 гг. — первый председатель Чешского общества химической промышленности. Почётный член Чешского химического общества (1894).

## Сочинения
Наиболее известный труд Ламбля — «Депекорация в Европе» (нем. Depekoration in Europa; Лейпциг, 1878, репринт 2001).
Неологизмом «депекорация» Ламбль обозначил тенденцию к снижению поголовья скота, полагая, что эта тенденция будет иметь далеко идущие последствия для экономики, структуры питания и т. п. Гипотеза Ламбля вызвала широкий общественный интерес, ей посвящались диссертации — например, «Теория депекорации Ламбля и скотоводство в Пруссии» (нем. Die Lambl'sche Theorie von der Depekoration und die Nutzviehhaltung in Preussen; 1916) А. Шольца. В России на книгу Ламбля отозвался И. И. Ефимов в статье «Теория депекорации профессора I. А. Lambl’я и её критики» («Известия Петровской Академии», 1884, вып. 11); спустя почти 20 лет мемуарист Ю. О. Якубовский отмечает обсуждение идеи депекорации в доме Льва Толстого.
Ламблю принадлежит также очерк «Летняя поездка по Крыму» (чеш. Letní projížďka po Krymu; 1876), в котором говорится: «Там, где турецкими прежде землями управляет Россия, — там стало безопасно для людей, там строятся дороги, мосты, почты и хорошие постоялые дворы для приезжих, там установились дисциплина, чистота и порядок».